# Markus Kurth (Politiker)

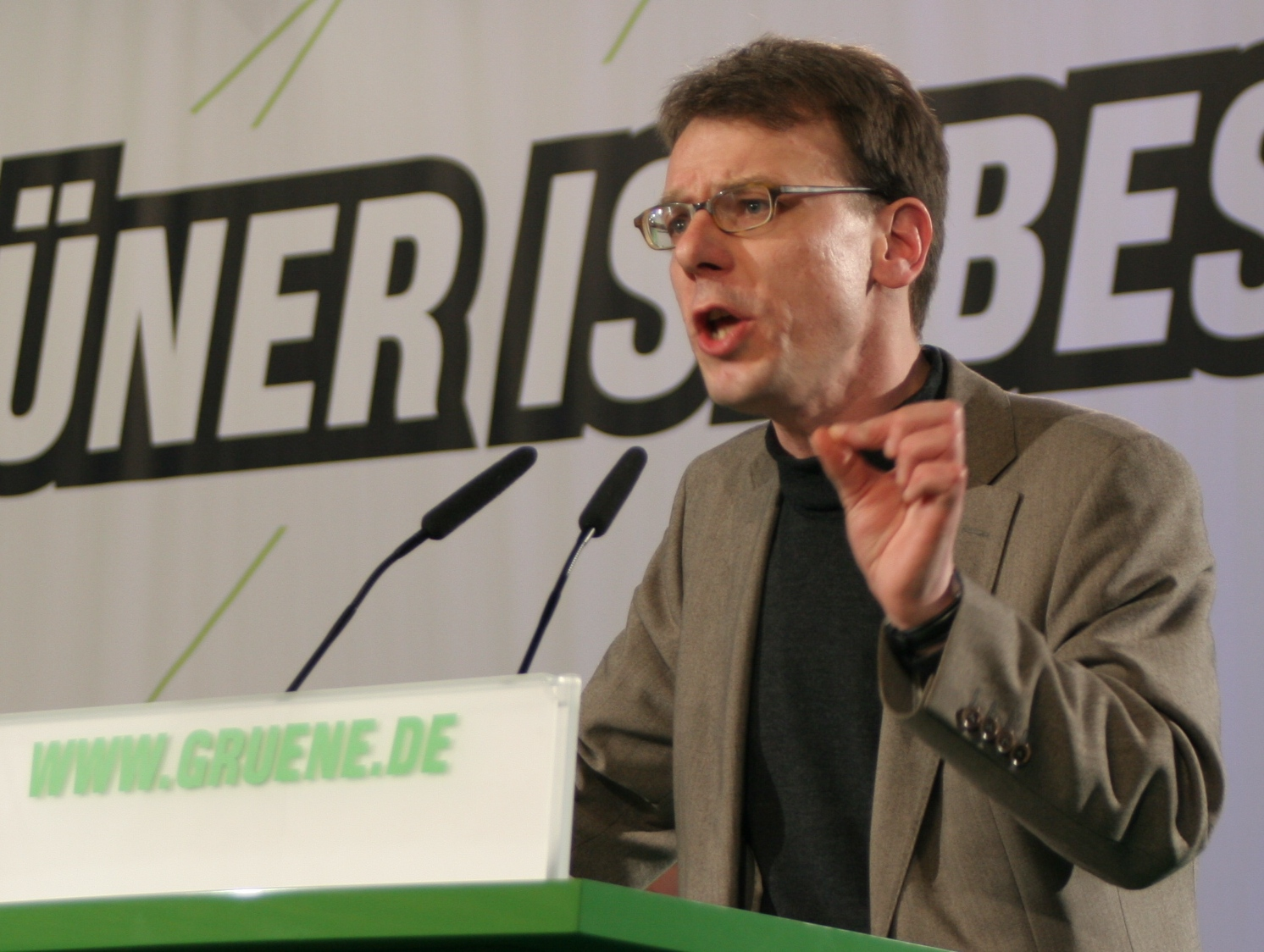
Markus Kurth (2006)

Markus Kurth (* 14. April 1966 in Beuel) ist ein deutscher Politiker (Bündnis 90/Die Grünen) und Politikwissenschaftler. Kurth war von 2002 bis 2025 Mitglied des Deutschen Bundestages.

## Leben und Beruf
Nach dem Abitur 1985 am Kardinal-Frings-Gymnasium in Bonn leistete Kurth bis 1987 seinen Zivildienst beim Caritasverband Bonn ab und absolvierte anschließend ein Studium der Politikwissenschaft an der Freien Universität Berlin, welches er 1993 als Diplom-Politologe beendete. Danach war er von 1994 bis 1997 als wissenschaftlicher Mitarbeiter am Fachbereich Soziologie der Heinrich-Heine-Universität Düsseldorf und von 1997 bis 1998 als freiberuflicher Politikberater tätig. 1998 wechselte er als wissenschaftlicher Mitarbeiter zum Initiativkreis Emscherregion und übernahm 2002 die Aufgaben eines Bildungsmanagers bei der Heinrich-Böll-Stiftung Nordrhein-Westfalen.
Markus Kurth ist verheiratet, hat ein Kind und lebt in Dortmund. Er ist römisch-katholischer Konfession.

## Partei
Kurth wurde in den 1990er Jahren Mitglied der Grünen und war von 2000 bis 2003 Vorsitzender des Kreisverbandes Dortmund.

## Abgeordneter im Bundestag

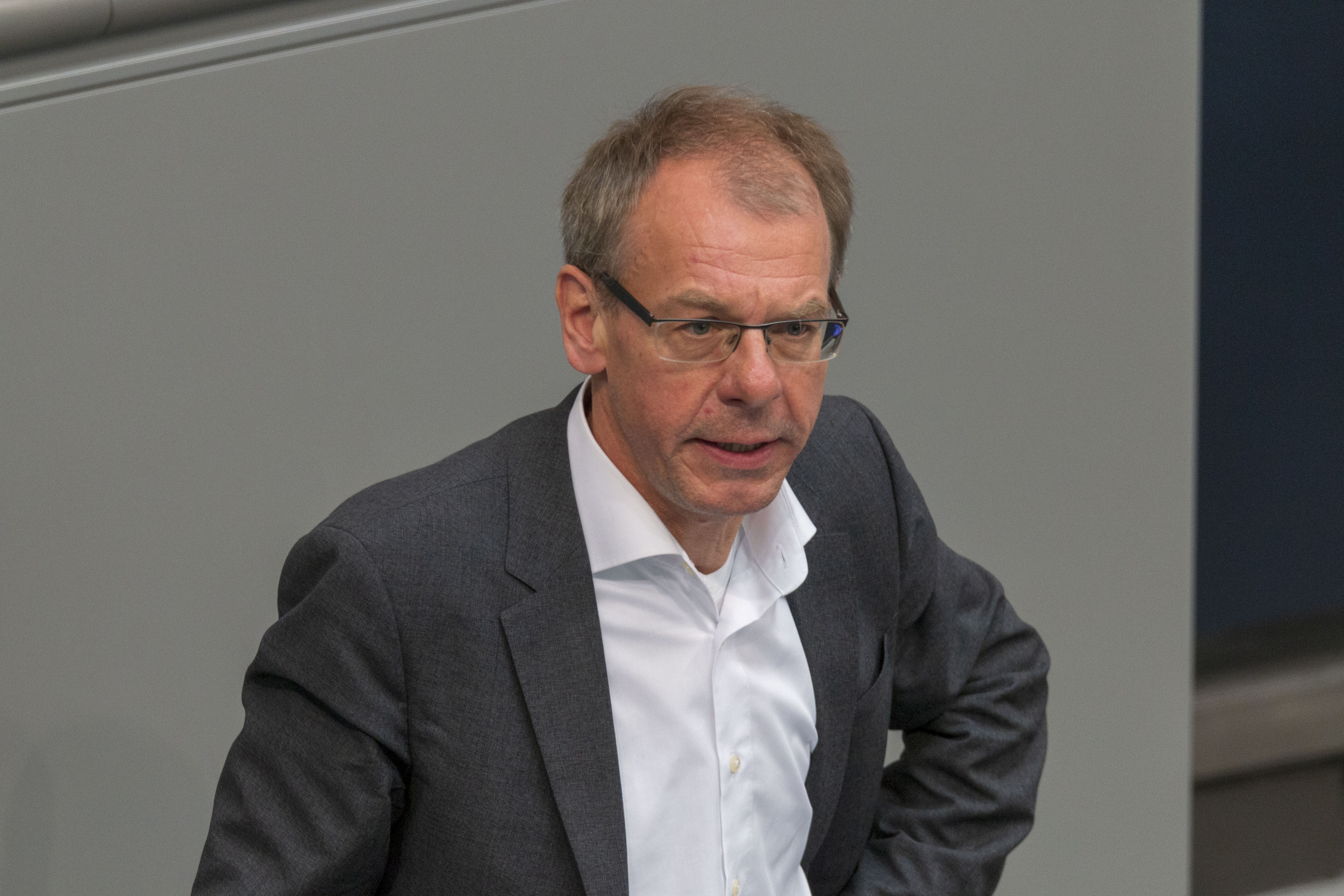
Markus Kurth, 2020 im Deutschen Bundestag

Seit 2002 ist er Mitglied des Deutschen Bundestages. Dort war er von 2002 bis 2013 sozialpolitischer Sprecher der Bundestagsfraktion Bündnis 90/Die Grünen. Ab 2005 war er zusätzlich Fraktionssprecher für Behindertenpolitik und Leiter der Fraktionsarbeitsgemeinschaft Grüne Politik für Menschen mit Behinderungen. Im Dezember 2013 übernahm Kurth das Amt des rentenpolitischen Sprechers. Er war Obmann der Grünen im Ausschuss für Arbeit und Soziales. Im Gesundheitsausschuss war er stellvertretendes Mitglied.
Kurth zog über die Landesliste Nordrhein-Westfalen in den Bundestag ein. Bei der Bundestagswahl 2025 kandidierte er nicht erneut.